# Oleg Kostin
Oleg Olégovich Kostin –en ruso, Олег Олегович Костин– (Nizhni Nóvgorod, 6 de mayo de 1992) es un deportista ruso que compite en natación, especialista en el estilo mariposa.
Ganó una medalla de plata en el Campeonato Mundial de Natación de 2019 y siete medallas en el Campeonato Mundial de Natación en Piscina Corta, entre los años 2016 y 2024.
Además, obtuvo una medalla de bronce en el Campeonato Europeo de Natación de 2018 y siete medallas en el Campeonato Europeo de Natación en Piscina Corta entre los años 2013 y 2021.

## Palmarés internacional
| Campeonato Mundial                  | Campeonato Mundial      | Campeonato Mundial | Campeonato Mundial     |
| Año                                 | Lugar                   | Medalla            | Prueba                 |
| ----------------------------------- | ----------------------- | ------------------ | ---------------------- |
| 2019                                | Gwangju (Corea del Sur) | Medalla de plata   | 50 m mariposa          |
| Campeonato Mundial en Piscina Corta |                         |                    |                        |
| Año                                 | Lugar                   | Medalla            | Prueba                 |
| 2016                                | Windsor (Canadá)        | Medalla de oro     | 4 × 50 m estilos       |
| 2016                                | Windsor (Canadá)        | Medalla de oro     | 4 × 100 m estilos      |
| 2018                                | Hangzhou (China)        | Medalla de oro     | 4 × 50 m estilos       |
| 2018                                | Hangzhou (China)        | Medalla de plata   | 4 × 100 m estilos      |
| 2018                                | Hangzhou (China)        | Medalla de bronce  | 4 × 50 m estilos mixto |
| 2021                                | Abu Dabi (EAU)          | Medalla de oro     | 4 × 50 m estilos       |
| 2024                                | Budapest (Hungría)      | Medalla de oro     | 4 × 50 m estilos mixto |
| Campeonato Europeo                  |                         |                    |                        |
| Año                                 | Lugar                   | Medalla            | Prueba                 |
| 2018                                | Glasgow (Reino Unido)   | Medalla de bronce  | 50 m mariposa          |
| Campeonato Europeo en Piscina Corta |                         |                    |                        |
| Año                                 | Lugar                   | Medalla            | Prueba                 |
| 2013                                | Herning (Dinamarca)     | Medalla de oro     | 4 × 50 m estilos       |
| 2015                                | Netanya (Israel)        | Medalla de plata   | 4 × 50 m estilos       |
| 2015                                | Netanya (Israel)        | Medalla de bronce  | 50 m braza             |
| 2019                                | Glasgow (Reino Unido)   | Medalla de oro     | 50 m mariposa          |
| 2019                                | Glasgow (Reino Unido)   | Medalla de oro     | 4 × 50 m estilos       |
| 2021                                | Kazán (Rusia)           | Medalla de plata   | 4 × 50 m estilos       |
| 2021                                | Kazán (Rusia)           | Medalla de bronce  | 4 × 50 m estilos mixto |